# Bogosia argentea
Bogosia argentea är en tvåvingeart som beskrevs av Barraclough 1985. Bogosia argentea ingår i släktet Bogosia och familjen parasitflugor.
Artens utbredningsområde är Angola. Inga underarter finns listade i Catalogue of Life.